# Heaven (canción de Warrant)
«Heaven» (en español: «Cielo») es una power ballad interpretada por la banda de glam metal estadounidense Warrant, El tema fue publicado bajo el sello discográfico CBS Records en mayo de 1989 como segundo sencillo del álbum debut de estudio Dirty Rotten Filthy Stinking Rich (1989). La canción fue el sencillo más exitoso comercialmente para la banda, pasando dos semanas en la posición No. 2 de la lista Billboard Hot 100 (por debajo de la canción "Girl I'm Gonna Miss You" de Milli Vanilli).

## Listas de éxitos
| Lista (1989/1990)            | Posición |
| ---------------------------- | -------- |
| Australia                    | 54       |
| Canadá                       | 5        |
| Noruega (VG-lista)           | 4        |
| Reino Unido                  | 93       |
| EE. UU. Billboard Hot 100    | 2        |
| EE. UU. Billboard Top Tracks | 3        |